# Bulbophyllum lordoglossum
Bulbophyllum lordoglossum là một loài phong lan thuộc chi Bulbophyllum.